# 松岡まり子
松岡 まり子（まつおか まりこ、1954年6月25日 ）は、日本の元女優。東京都出身。

## 人物
SOS（ソサエティ・オブ・スタイル）モデルエージェンシーに所属し、女優を目指してレッスンを受ける。初仕事は、ソビエトからの招待による旗照夫主演の現地での舞台公演だった。バラエティ番組『お笑い頭の体操』（TBS）のアシスタントを経て、1974年『ウルトラマンレオ』（同）第24話にて女優デビュー。
東京都立駒場高等学校定時制4年生時に『仮面ライダーアマゾン』（毎日放送）のヒロイン・岡村りつ子役で出演。プロデューサーの阿部征司は、「演技では目立った印象はないがその分安定感があった」と述べている。松岡自身は同役について、「子供っぽく見えるためお姉さんらしいしぐさをするのに懸命であった」と述べている。また、『アマゾン』出演時のクレジットは、「松岡 まりこ」となっていた。
引退後は宝石店で働いていたが、左手が手根管症候群を発症。手術をして何とか左手が動くようになり、ハンドメイドアクセサリーブランドを立ち上げて再出発している。
趣味は、料理。特技は、ピアノ、フィギュアスケート、水泳、歌。離婚歴あり。

## 出演

### テレビドラマ
- ウルトラマンレオ 第24話「美しいおとめ座の少女」（1974年、TBS） - アンドロイド少女 カロリン
- 連続テレビ小説 / 鳩子の海（1974年 - 1975年、NHK）
- 仮面ライダーアマゾン（1974年 - 1975年、MBS） - りつ子
- アクマイザー3 第29話「なぜだ?! 裁かれるザビタン」（1976年、NET） - 峰川ミサキ
- ベルサイユのトラック姐ちゃん 第9話「花の素肌が燃えるとき」（1976年、NET）
- 愛のサスペンス劇場 / 帽子いっぱいの涙（1976年、NTV）
- 超神ビビューン 第18話「古銭から煙が? ヒネクレ少年の初恋」（1976年、NET） - 千春先生
- 銭形平次 第547話「情の墓参り」（1976年、CX） - おさよ
- Gメン'75 第73話「バカ!大人のバカ!!」 (1976年、TBS)   - 恩田ゆき
- 同心部屋御用帳 江戸の旋風II 第38話「のぞき穴」（1976年、CX）
- UFO大戦争 戦え! レッドタイガー 第32話「宇宙人だったお父さん」（1978年、12ch）
- 恐竜戦隊コセイドン 第37話「時空間シンジケート 黒いココナツ」（1979年、12ch） - ジュン

### 映画
- 凍河（1976年、松竹） - 早田晴美

### その他
- お笑い頭の体操（TBS） - アシスタント
- 11PM（NTV） - 「イレブンクッキング」アシスタント
- クイズ!脳ベルSHOW（2020年8月24日・25日、BSフジ） - ゲスト